# Тунель Ахмеда Гамді
30°05′33″ пн. ш. 32°34′16″ сх. д. / 30.0925° пн. ш. 32.5711° сх. д.
Тунель Ахмед Гамді — підводний автомобільний тунель під дном Суецького каналу в районі міста Суец, Єгипет. 
Названий на честь єгипетського генерала інженерного корпусу Ахмед Гамді, убитого при будівництві мосту на місці нинішнього тунелю під час війни 1973.

## Загальна характеристика
Тунель розташований у південно-західній частині Синайського півострова та адміністративно сполучає між собою півострів з материковою частиною Африки. 
Щодо каналу розташований під кутом, і з невеликим заокругленням лежить із північного заходу на південний схід.
Має дві смуги руху, по одній у кожному напрямку, сполучає Синайський півострів з містом Суец. 
Спочатку він був побудований тунельним щитом за підтримки британського уряду в 1981. 
Невдовзі після завершення будівництва тунелю, було виявлено протікання. 
У 1992 японський уряд надав допомогу у реалізації проекту відновлення тунелю. 
Наразі тунель має 1,63 км завдовжки та зовнішній діаметр 11,6 м. 
Глибина закладання щодо рівня Світового океану: −53,6 м.
Над стелею найглибшої точки тунелю лежить 42 м скельних порід та морської води.
Розташований за 17 км на північ від Суецу.
В'їзд та виїзд здійснюється через спеціалізовані контрольно-пропускні пункти, розташовані по обидва боки тунелю. 
Як сам тунель, і навколишній район щільно охороняються силами єгипетської поліції, і навіть спеціалізованими частинами збройних сил Республіки.
Здатний пропускати без обмежень усі типи автомобільного транспорту. 
Через тунель, поряд з Мостом Мубарака і численними поромними переправами через Суец, проходять основні автомобільні шляхи, що сполучають два континенти.

## Автомобільне сполучення
Через особливе географічне розташування через тунель функціонує автомобільне сполучення з безліччю міст Єгипту. Зокрема, через нього проходять автодороги з Шарм-еш-Шейха, Дахаба, Нувейби, Таби — до Каїра та Александрії.
Проїзд через тунель платний. 
Вартість проїзду легкового автомобіля — 20 єгипетських фунтів.

## Історія створення
Доцільність будівництва тунелю обумовлена досить великим транспортним навантаженням лінії перетину Суецького каналу, і незручністю поромної переправи. 
Тунель будувався щитовим способом і був відкритий у листопаді 1981.. 
Проте просочування солоних вод через укріплене бетонне покриття було помічено вже невдовзі після закінчення будівництва. 
Солона вода швидко роз'їдала сталь і погіршувала бетон, що призводило до систематичних проблем та серйозного погіршення покриття.
1992 року, за проектом японського уряду, почалися роботи з реконструкції тунелю. У процесі реконструкції було впроваджено нові системи з моніторингу та експлуатації тунелю. 
Щоб позбавлятися накопиченої води, в його основі були встановлені потужні насосні системи — водовідливна та стічна. 
Додаткове укріплене бетонне тунельне покриття було збудовано всередині первинного.
У квітні 2013 року керівництво Єгипту оголосило про майбутнє будівництво ще трьох тунелів під Суецьким каналом — двох автомобільних та одного залізничного, загальною вартістю 5 млрд. єгипетських фунтів ($715 млн.)..